# Rolo (chocolat)
Pour la commune d'Italie, voir Rolo.

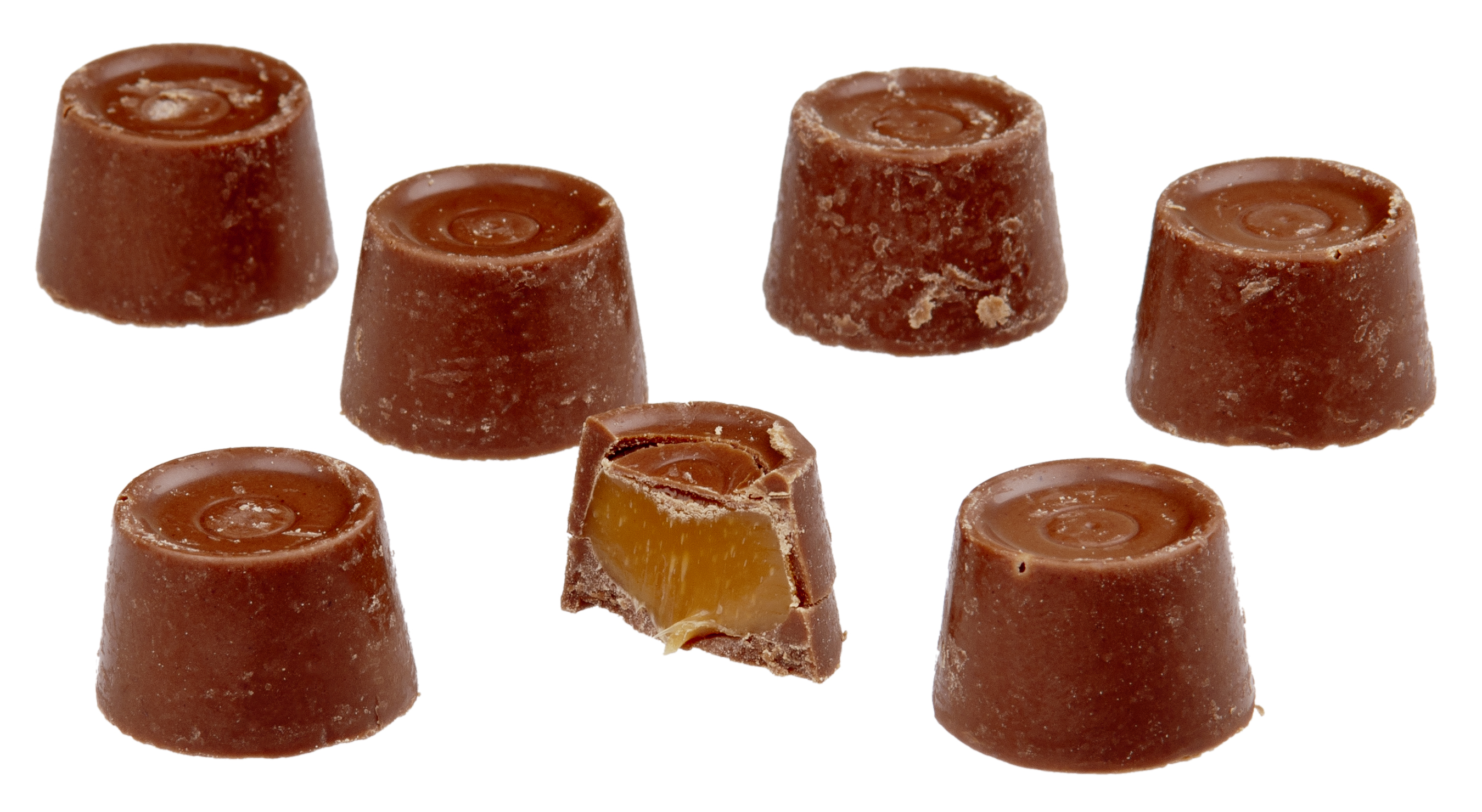
Des chocolats Rolo vendus aux États-Unis.

Rolo est une confiserie de chocolat au lait fourrée au caramel. Créée en 1937 par Mackintosh's (en) au Royaume-Uni, elle est aujourd'hui fabriquée par Nestlé (et aux États-Unis par Hershey's sous licence).

## Histoire

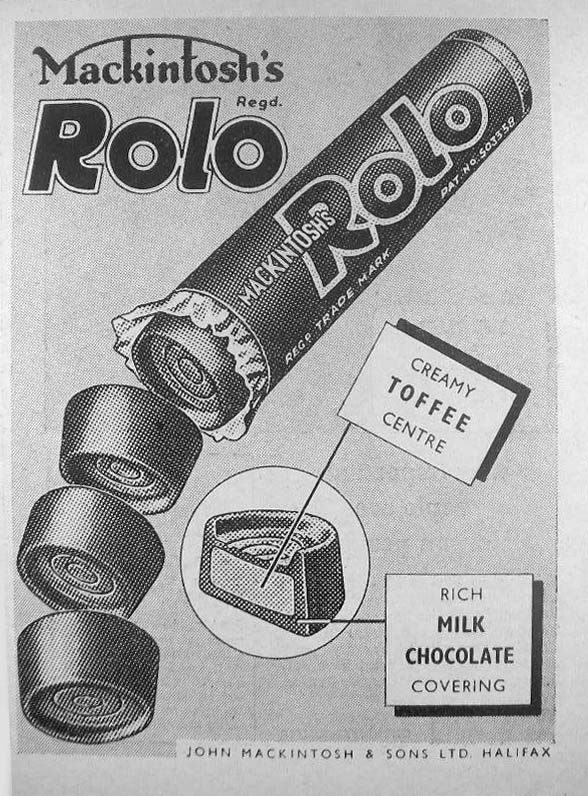
Publicité Rolo de 1949.

La confiserie Rolo a été créée en Angleterre par Mackintosh's (en) (devenu Rowntree-Mackintosh en 1969) en combinant simplement du caramel et une couverture de chocolat au lait. Elle a été lancée en 1937[réf. souhaitée].
En 1956, New England Confectionery Company (en) (Necco) a obtenu une licence pour produire Rolo aux États-Unis. En 1969, cette licence a été rachetée par Hershey's.
En 1988, Nestlé a racheté Rowntree et ses marques, dont Rolo. On a alors lancé d'autres produits Rolo, dont des biscuits, des crèmes glacées, des muffins, des gâteaux d'anniversaire, des desserts, des barres chocolatées, des  doughnuts, des mini et des maxi Rolo (tous ces produits utilisant le même type de caramel), des yaourts et des œufs de Pâques.
En mai 2011, McDonald's a mélangé des morceaux de chocolat au lait et une sauce au caramel avec leur crème glacée McFlurry pour simuler la saveur Rolo dans un produit mixte. En décembre 2018, Walmart a commencé à vendre des cônes glacés et des sandwichs glacés Rolo.
Au Royaume-Uni, Nestlé produit Rolo dans son usine de Fawdon (en), à Newcastle.